# Massacre de Khojali
La massacre de Khojali (àzeri: Xocalı soyqırımı) fou una matança
de centenars de civils àzeris a la ciutat de Khojali a l'Azerbaidjan entre el 25 i 26 de febrer de 1992 durant la Guerra de l'Alt Karabakh per part de les forces armades d'Armènia i Rússia. Segons versió del bàndol àzeri i d'observadors internacionals com Human Rights Watch i Memorial
la massacre la van cometre les forces armades armènies, amb ajuda del Regiment de fusellers motoritzats 366 de l'exèrcit rus, actuant aparentment sense ordres del seu comandament.
Les baixes informades per les autoritats àzeris comptabilitzaren 613 civils morts, incloent 108 dones i 83 nens. La matança va passar a ser la més gran en el curs del conflicte de l'Alt Karabakh.

## Context
En 1988 la ciutat tenia aproximadament 2.000 habitants. A causa de la Guerra d'Alt Karabakh, i als intercanvis de població entre Armènia i l'Azerbaidjan, així com els refugiats meskh que abandonaven Àsia central i s'assentaven en el lloc, la població va arribar a les 6.000 persones per 1991. La ciutat de Khojali es troba sobre la ruta que connecta Stepanakert i Agdam, i té l'únic aeroport de la regió. D'acord amb els informes de Human Rights Watch, la ciutat va ser utilitzada com a base per les forces àzeris que atacaven la ciutat de Stepanakert, les que al seu torn van ser atacades pels armenis.
Durant la guerra d'Alt Karabakh tant armenis com àzeris van ser objecte de neteges ètniques i pogroms, el que va produir nombroses víctimes i el desplaçament de grans grups de persones.
L'octubre de 1991 les forces de defensa d'Alt Karabakh van tallar la ruta entre Khojali i Agdam, de manera que l'única forma d'arribar a la ciutat era en helicòpter. La ciutat va ser defensada per forces de l'OMON sota el comandament de Alif Hajiev, que comptava amb uns 160 homes lleugerament armats. La ciutat no tenia des de diversos mesos abans de l'atac d'electricitat o gas.

## Massacre
Segons Human Rights Watch la tragèdia va ocórrer quan «una gran columna de residents, acompanyada d'una dotzena de combatents en retirada, va abandonar la ciutat en caure les forces armènies. En acostar-se a la frontera amb Azerbaidjan, es van trobar amb un lloc militar d'Armènia que els va disparar cruelment».
El bàndol armeni sosté que les morts van ocórrer com a resultat d'operacions militars de guerra, i es van produir en part en prevenir l'evacuació dels habitants de la ciutat per forces àzeris. Oficials del govern armeni asseguren que el nombre de víctimes tan elevat es va deure al fet que els civils de Khojali es van barrejar amb les tropes àzeris en retirada, i quan les forces armènies van fer foc, van matar soldats i civils per igual.
Helsinki Watch per la seva part, va concloure que «la milícia, encara en uniforme i alguns encara armats, es van barrejar amb les masses de civils».
No obstant això Human Rights Watch i Memorial qualificaren aquestes explicacions de poc convincents, sostenint que l'assassinat massiu de civils no pot justificar en cap circumstància. Human Rights Watch va destacar que el bàndol atacant (les forces armènies) es trobaven obligades a prendre mesures de precaució per evitar o minimitzar les víctimes civils. En especial, el bàndol atacant va haver de suspendre el foc si resultava evident que causaria danys col·laterals excessives amb relació a l'avantatge militar a obtenir.

## Imatges

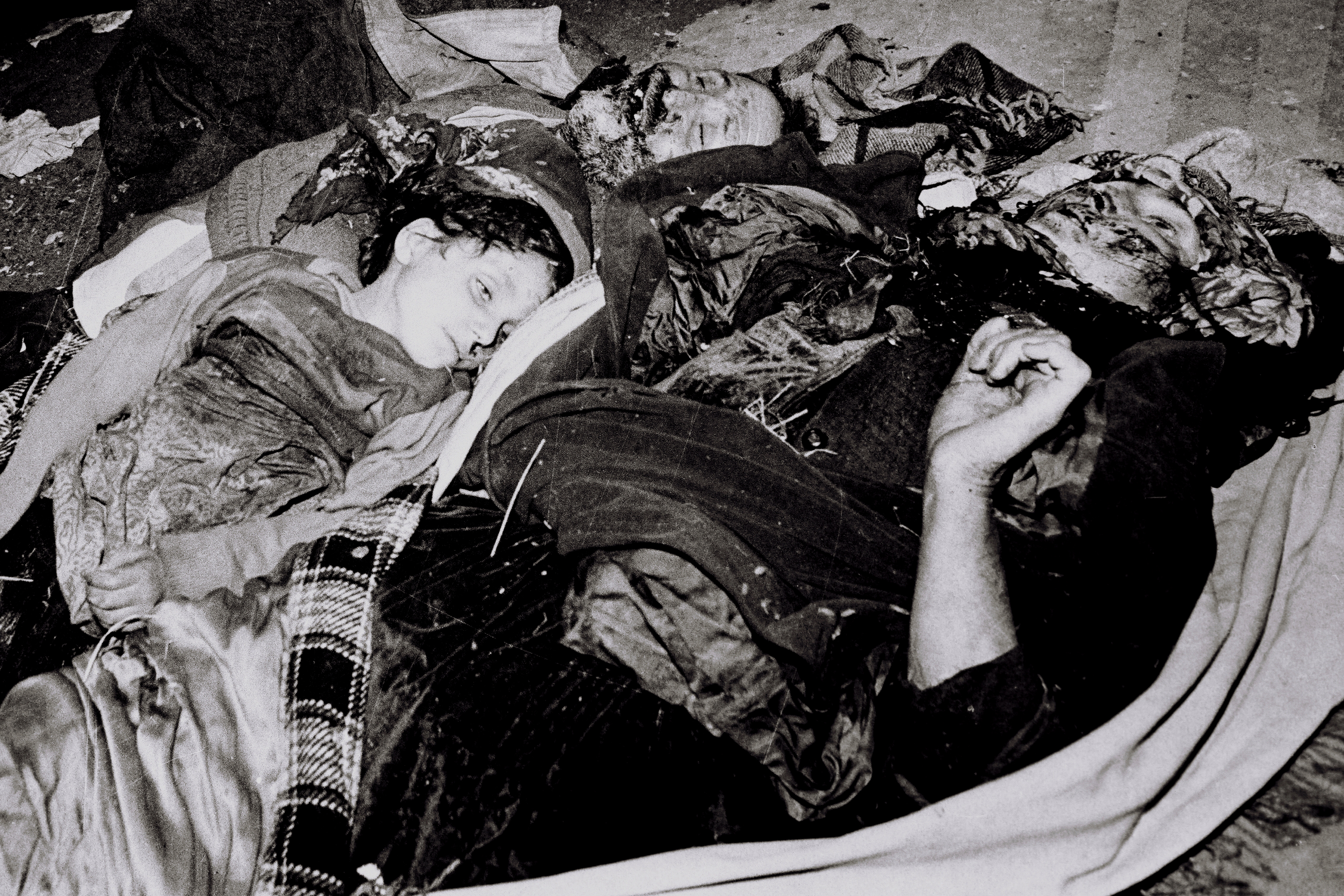
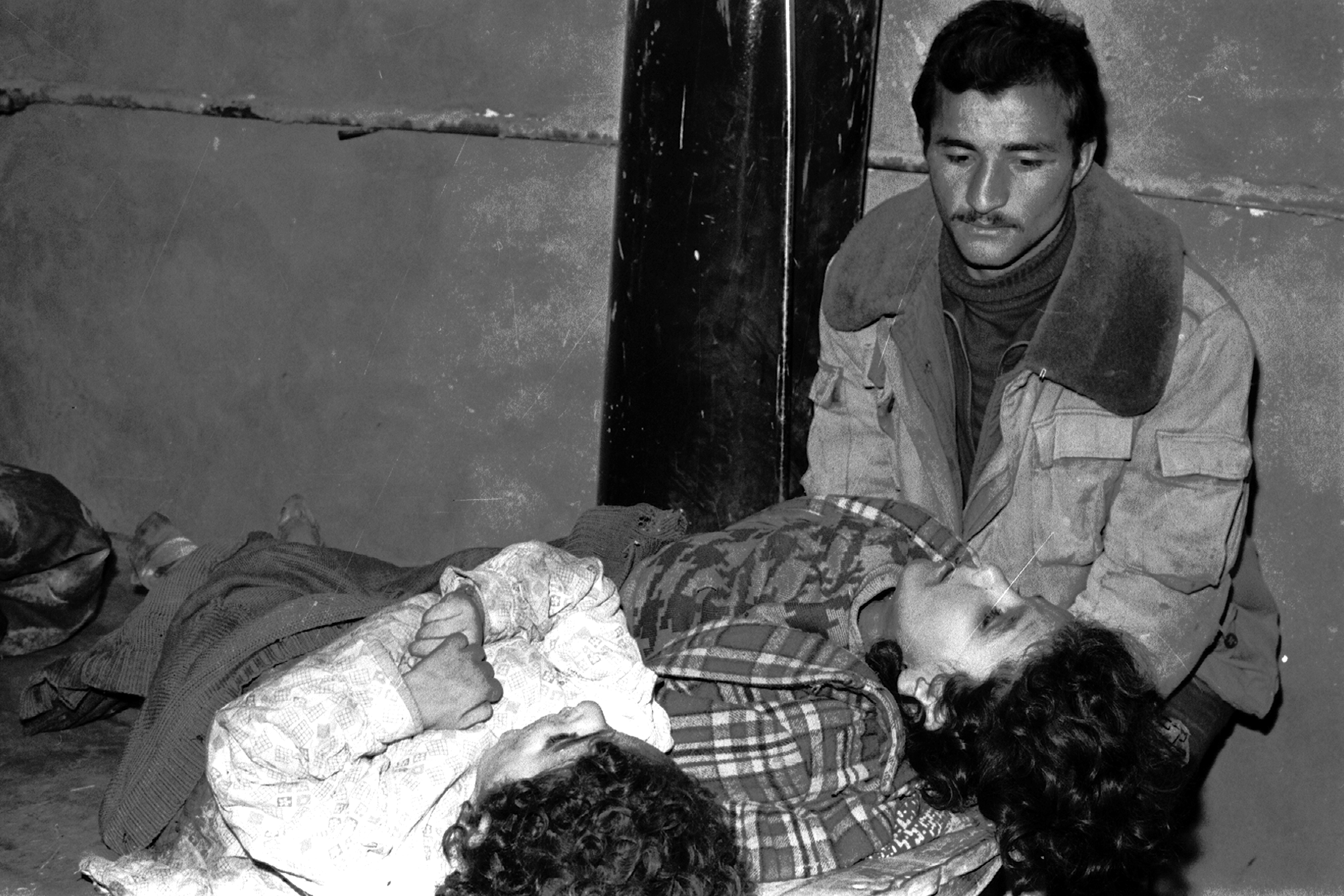
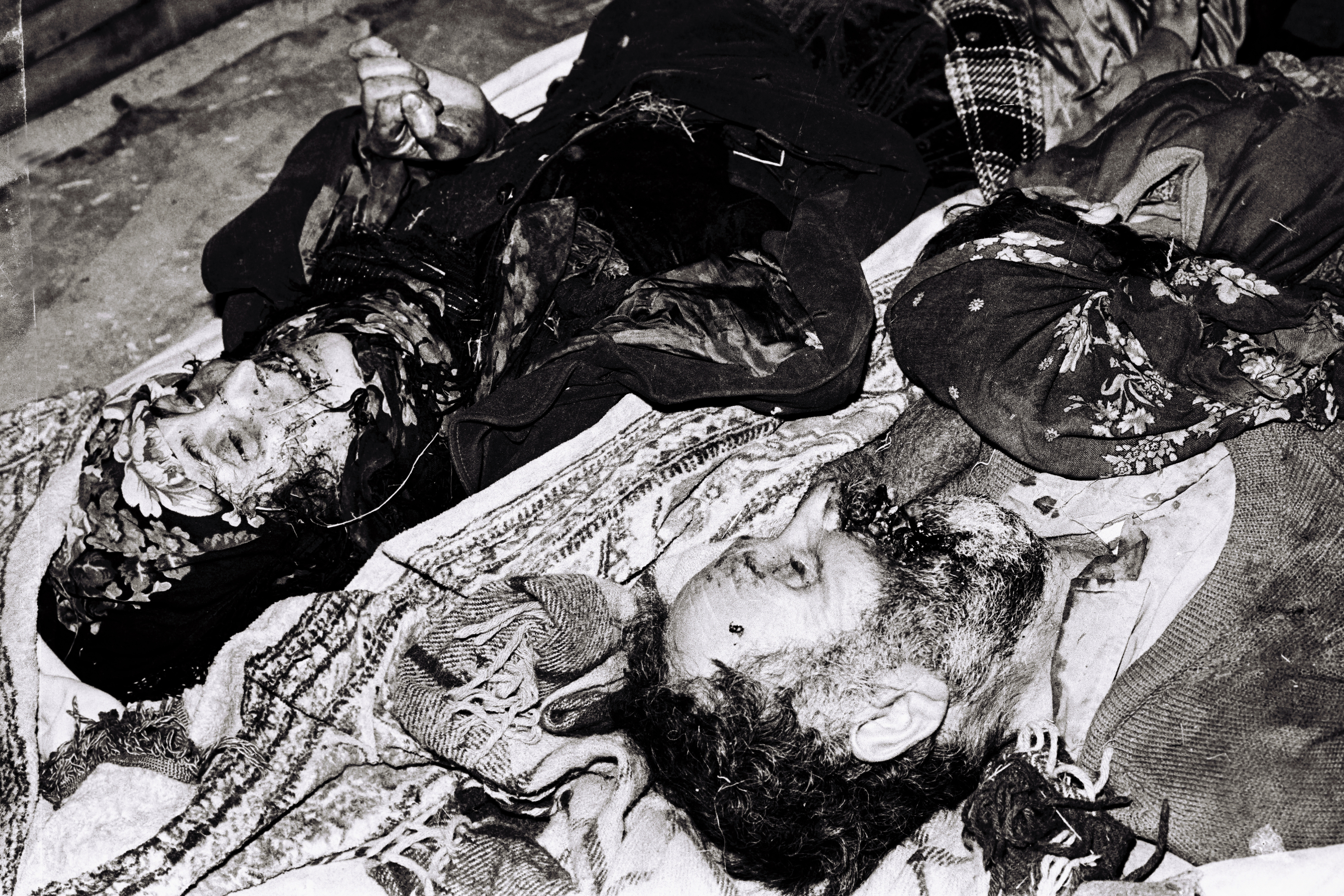
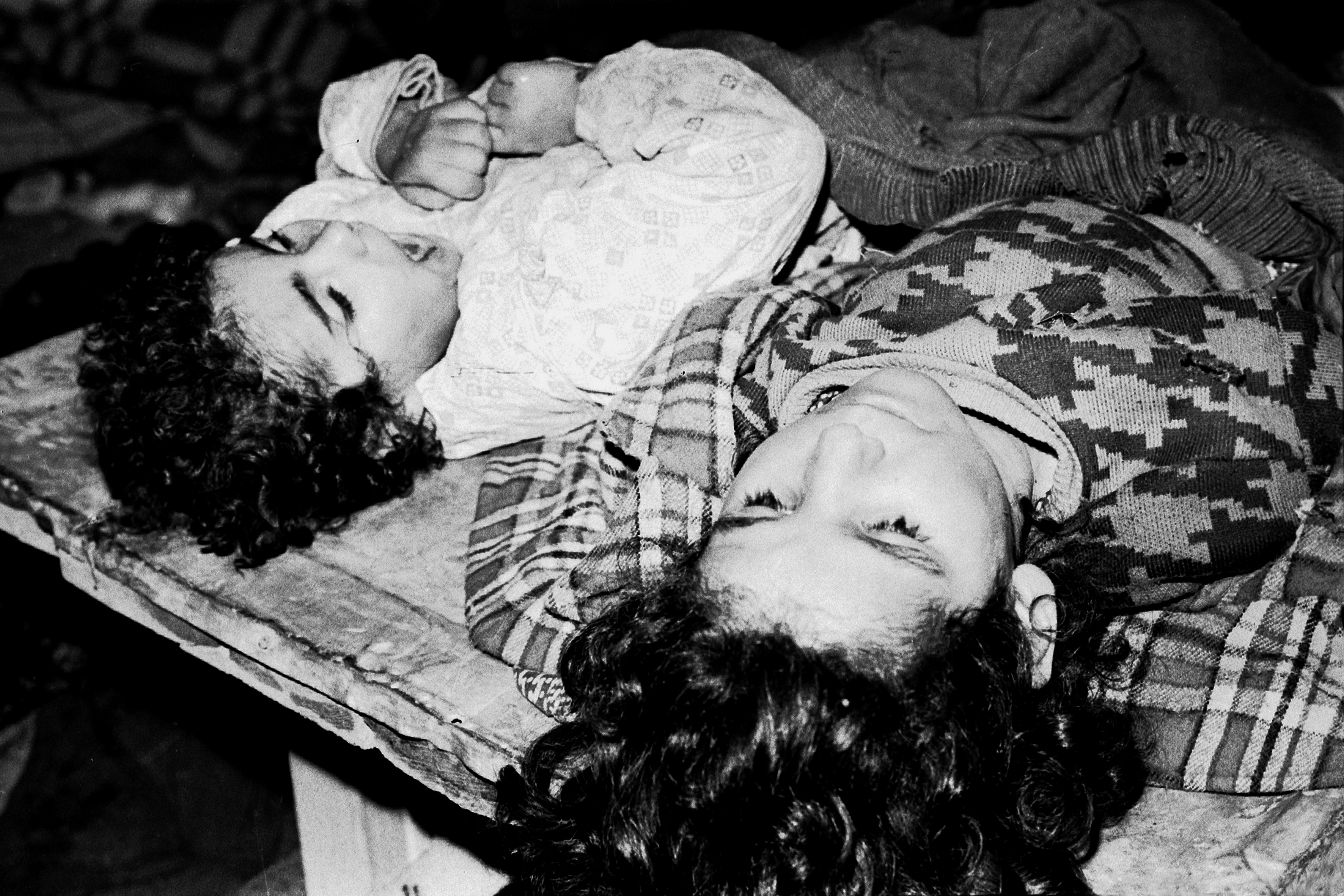
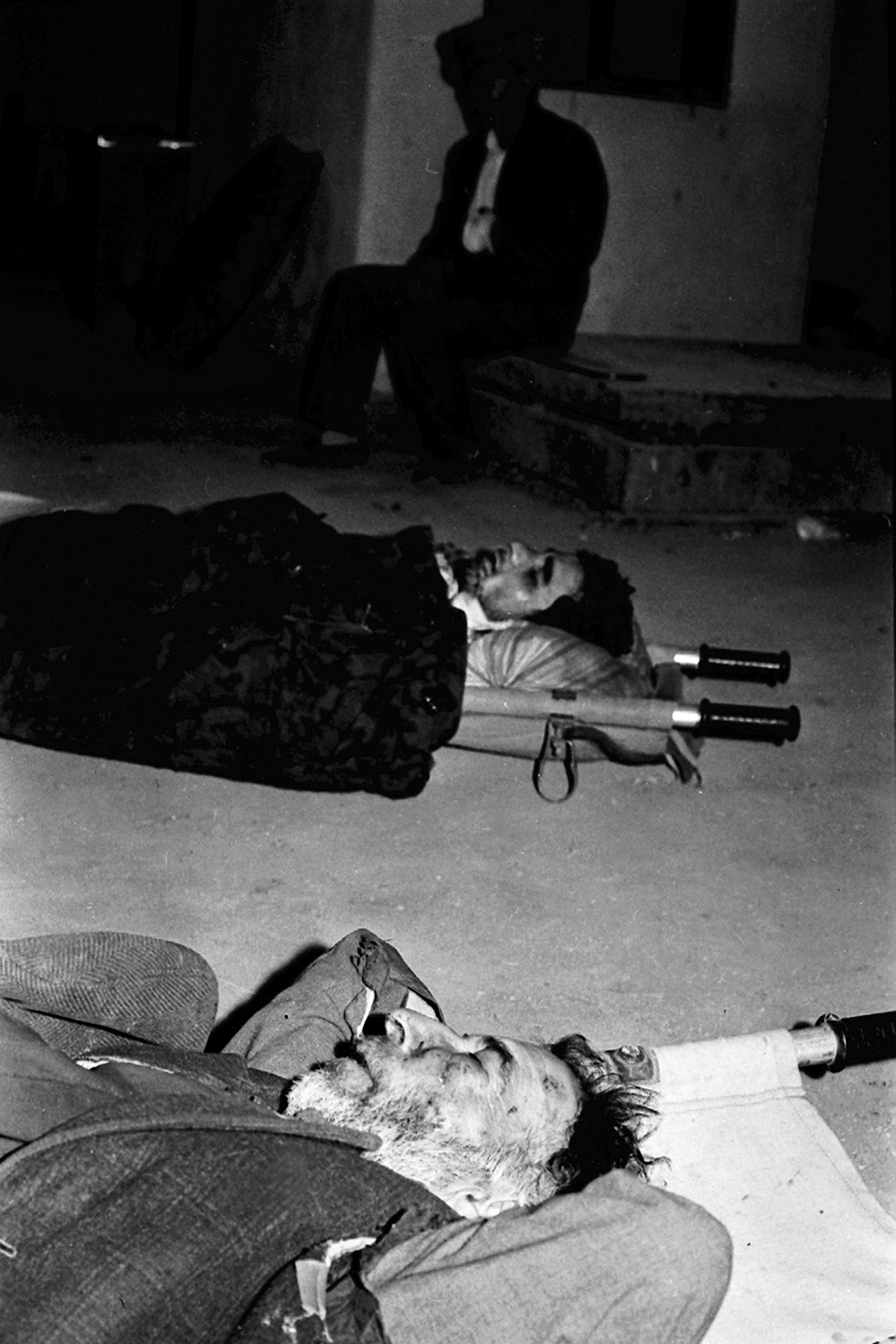
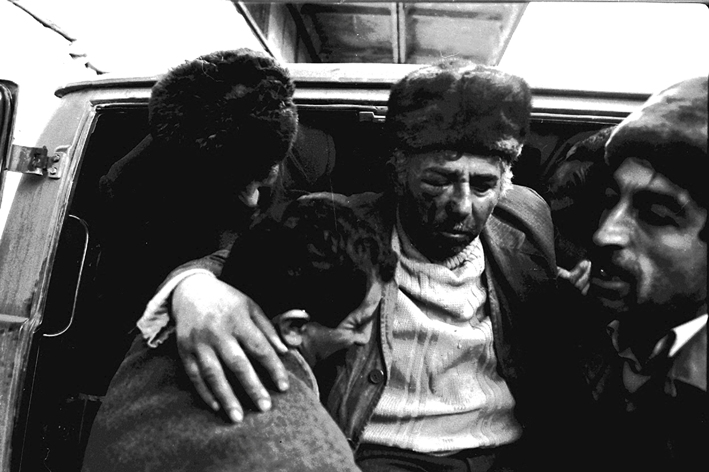